# Naves (piłkarz)
Kaiky Marques Naves (ur. 8 maja 2002 w Santosie) – brazylijski piłkarz występujący na pozycji środkowego obrońcy lub defensywnego pomocnika, od 2021 roku zawodnik Palmeiras.